# Annette Pauporté-Eekman
Annette Pauporté-Eekman, née en 1er novembre 1921 à Rixensart et morte en novembre 1997, est une résistante au nazisme. Elle est déportée à Ravensbrück où elle travaille au Revier. Après la Seconde Guerre mondiale, elle témoigne au procès de Ravensbrück. Ensuite elle s’efforce de faire entendre l'implication et la souffrance des femmes dans la résistance et la déportation en témoignant, en particuliers, auprès de jeunes. Elle est engagée au sein de l'Amicale des anciennes déportées du camp de Ravensbrück qu’elle préside de 1995 à 1997 et de la Confédération nationale des prisonniers politiques et ayants droit.

## Biographie

### Enfance et jeunesse
Annette Eekman est née le 1er novembre 1921, à Rixensart où sa famille réside alors. Ses parents, Alexandre Eekman, négociant en textile, et Johanna Joustra, infirmière, sont des citoyens néerlandais résidant à Bruxelles. Ils sont des pacifistes et antifascistes engagés, proches du mouvement communiste. Annette Eekman est la deuxième de leurs six enfants. À partir de 1930, la famille réside à Schaerbeek, où elle a fait construire une maison moderniste au 179, avenue Plasky. 
Annette Eekman participe à un groupe socialiste et, après l’invasion allemande, devient coursière pour un groupe de résistance à Bruxelles et rejoint le Parti communiste qui organise la résistance au sein du « Front de l'indépendance » .  Elle aide les familles, cherche des bons d'alimentation, récupère et cache des enfants, distribue des tracts,,.
Annette Eekman épouse Adrien Pauporté (1923-2003), le couple a quatre enfants. 

### Résistance et déportation
Elle est arrêtée le 9 juin 1942 avec son père Alexandre et son frère Walter. Alexandre Eekman est déporté à Mauthausen où il meurt après quelques mois. Après un passage au siège de la Gestapo, au 453 avenue Louise à Bruxelles, Annette Eekman est incarcérée à la prison de Saint-Gilles, puis passe par les prisons de Forest, d’Aix-la-Chapelle, Essen et Düsseldorf avant d’être déportée à Ravensbrück le 9 décembre 1942.  Une amie de la famille réussit à obtenir pour elle, une position privilégiée au tri des vêtements. De janvier à septembre 1943, elle est soumise au travail obligatoire à la propriété privée du SS Oswald Pohl. Par la suite elle travaille comme traductrice dans le camp. Elle tombe malade de la fièvre typhoïde et est soignée à l'hôpital du camp par le médecin prisonnier Zdenka Nedvĕdová. Après sa guérison, elle reste au revier pour travailler et y est témoin des stérilisations forcées, des opérations chirurgicales inutiles destinées à “l’entraînement” des médecins et des accouchements prématurés, entraînant la mort rapide des nourrissons. Sa mère, Johanna Eekman arrive en septembre 1944 dans le camp de Ravensbrück. Elles travaillent ensemble à l'infirmerie. Annette Eekman rapporte qu’elle finit par devenir insensible à force de voir des cadavres partout et de porter des bébés morts,,.

« Au Revier, ma mère aidait à échanger les noms et les numéros. J'y ai participé aussi. Nous portons cela comme une culpabilité nécessaire. Parce que nous avons renvoyé les mourants et donné leur nom aux personnes en bonne santé pour qu'elles puissent survivre. »

Annette et Jo Eekman sont libérées par la Croix-Rouge suédoise le 24 avril 1945. Annette Eekman est transférée au Danemark et en Suède pour se rétablir. A son retour en Belgique, le 4 août 1945, elle apprend la mort de son père et d'un de ses frères,,.

### Le procès de Ravensbrück
En 1946, Annette Eekman est la seule déportée de Belgique, avec Claire Martchouk-Van den Boom, à être appelée à témoigner au procès de Ravensbrück à Hambourg. Là, elles sont confrontées sans ménagement à leurs bourreaux, malmenées à la fois par les accusés et leurs avocats. Le temps imparti leur est compté et leur témoignage parfois annulé faute de temps. A leur retour en Belgique, les deux femmes tiennent une conférence de presse lors de laquelle elles expriment aussi leur frustration que le procès ait tourné autour des accusés et non de leurs victimes et que les peines aient été si légères,.

### Devoir de mémoire
Après la guerre, Annette Pauporté-Eekmann travaille auprès d'orphelins juifs et devient enseignante. Elle explique n’avoir pas partagé ses expériences pendant vingt ans parce qu'elle pensait que personne ne pouvait comprendre s'il n'était pas “passé par là”. Finalement, elle commence à raconter son histoire, y compris à ses enfants et petits-enfants. Elle s’efforce notamment de faire entendre la voix des femmes et leurs souffrances et dénonce le rôle trouble de certaines grandes entreprises allemandes. Elle maintient des contacts et des amitiés durables avec des amies du camp ,.
Annette Pauporté-Eekman, est très active au sein de l'Amicale des anciennes déportées du camp de Ravensbrück qu’elle préside de 1995 à 1997 et de la Confédération nationale des prisonniers politiques et ayants droit. Elle est aussi membre du Comité international de Ravensbrück. Elle s'engage aussi pleinement dans le travail de mémoire autour de Ravensbrück et met tous ses espoirs dans la jeunesse, alors que les démons de l'intolérance et de la haine de l'autre sont de retour,,.
Elle est à l’origine de l’idée d’ériger un monument en hommage aux prisonnières politiques et résistantes belges et de leurs enfants décédés dans les camps et les prisons nazis mais ce n’est qu’après sa mort que deux autres femmes de Ravensbrück, Adrienne Gommers et Lily de Gerlache de Gomery, parviennent à concrétiser son idée. Elles collectent des fonds auprès d'anciennes prisonnières et de leurs proches ainsi qu'auprès des gouvernements nationaux, régionaux et locaux, de façon à en faire un véritable mémorial national. Le monument, conçu par la sculptrice Thérèse Chotteau et l’architecte Thierry Gonze  est inauguré au Parc Georges Henri à Bruxelles  le 12 octobre 2000 à Bruxelles par la Reine Paola.

### Fin de vie
Annette Pauporté-Eekman décède en novembre 1997.

« L’expérience que nous avons eue nous a beaucoup appris. Et nous devons transmettre ce que nous avons appris. ...Le but est donc de ne jamais oublier. Et continuer à se battre pour que quelque chose comme ça ne se reproduise plus jamais. »

## Filmographie et audio
- Savoir Pourquoi, film documentaire de Frans Buyens et Lydia Chagoll. Chapitre 6 : “La lumière dans les ténèbres” : Annette Eekman, Walter Eekman (57 minuntes) et Chapitre 9  "Fleurs en bouton dans le coeur abritées" avec Annette Eekman et Adrienne Gommers (64 minutes)
- Au nom du Führer, film de Lydia Chagoll et Frans Buyens, 1977 (87 minutes)[10]
- (nl) Brussel-Den Haag 3, Het Spoor terug, émission de la VPRO avec le témoignage d'Annette Pauporté-Eekman, 1997 (écouter en ligne)